# Ayer (Massachusetts)
Ayer é uma cidade do condado de Middlesex, Massachusetts, Estados Unidos. De acordo com o censo americano de 2018, a população na cidade era de 2.604 habitantes.

## Geografia
Ayer encontra-se localizado nas coordenadas 42° 33′ 41″ N, 71° 34′ 27″ O. Segundo a Departamento do Censo dos Estados Unidos, Ayer tem uma superfície total de 24.56 km², da qual 23.11 km² correspondem a terra firme e (5.88%) 1.45 km² é água.

## Demografia
Segundo o censo de 2010, tinha 7.427 pessoas residindo em Ayer. A densidade populacional era de 302,42 hab./km². Dos 7.427 habitantes, Ayer estava composto pelo 84.29% brancos, o 5.91% eram afroamericanos, o 0.26% eram amerindios, o 3.64% eram asiáticos, o 0.22% eram insulares do Pacífico, o 2.34% eram de outras raças e o 3.35% pertenciam a duas ou mais raças. Do total da população o 5.67% eram hispanos ou latinos de qualquer raça.